# Potí d'Egipte
Potí (en llatí Pothinus, en grec antic Ποθίνος o Ποθει̂νος) fou un eunuc, tutor i regent de Ptolemeu XIII Filopàtor.
Va recomanar l'assassinat de Gneu Pompeu quan aquest va arribar a Egipte demanant asil, el 48 aC després de la batalla de Farsàlia, segons diu Lucà. Més tard Potí va encarregar a Aquil·las, el cap de la guàrdia, la direcció de les forces egípcies contra Juli Cèsar mentre ell mateix romania amb Cèsar als seus quarters amb el jove rei. Es va descobrir la seva correspondència secreta amb Aquil·las i Cèsar el va fer executar.